# 海防路
海防路，为中國上海市静安区一道路名，位于原静安区的北部。西交余姚路，东止西苏州路，长1039米，筑于1914年。上海公共租界工部局以越南北部城市海防市命名该道路，也是现今为止上海市唯一一条现存以中国以外城市名直接命名的道路。沿路有住宅小区海防里等，在叉袋角地区附近曾有工厂。